# 하동 송림
하동 송림(河東 松林)은 대한민국 경상남도 하동군 하동읍에 있는 소나무 숲이다. 2005년 2월 18일 대한민국의 천연기념물 제445호로 지정되었다.

## 개요
하동송림은 조선 영조 21년(1745) 당시 도호부사였던 전천상이 강바람과 모래바람의 피해를 막기 위하여 심었던 소나무숲으로, 모두 750그루의 소나무가 자라고 있다. 노송의 나무껍질은 거북이 등과 같이 갈라져 있어 옛날 장군들이 입었던 철갑옷을 연상케 한다. 숲 안에는 활을 쏘는 장소인 하상정(河上亭)이 있어 궁사들의 단련장이 되고 있다.
하동송림은 오늘날 국내 제일가는 노송숲으로 넓은 백사장과 맑은 섬진강물이 어우러진 경치는 이곳을 지나는 사람들의 발길을 멈추게 한다.

## 특징
섬진강 백사장과 더불어 ‘백사청송(白沙靑松)’으로 널리 알려진 하동송림은 섬진강에서 불어오는 모래바람을 막기 위해 하동도호부사로 부임(1744년 영조 20년)한 이듬해 전천상 부사에 의해 조성됐다.
전천상 부사는 당시 하동 부민들의 생업을 위해 풍수해 예방과 권농에 힘쓰는 한편, 섬진강 모래바람에 시달리는 부민들의 고초를 눈여겨보고 이를 해소하는 방안으로 소나무를 심어 모래바람을 막도록 했다고 전해진다.
문화재구역을 포함해 총 22만 4800m2 규모의 송림에는 당시 심겨진 소나무에 뒤에 보식한 소나무를 포함, 총 948그루가 숲을 이루고 있다.

## 전천상
전천상 부사는 고려 첨지정사 충원공 전득시의 19세손으로 본관은 담양이며, 임진왜란 때 영남순검사로 이순신 장군과 함께 크게 전공을 세운 좌승지 송애 전득우 공의 현손이다.
자는 경문, 호는 죽암이며, 숙종 31년(1705년)에 태어나 영조 2년(1726년) 22세 때 무과에 급제해 1728년 약관 24세에 희천군수를 시작으로 함안군수, 춘천부사, 나주영장 등 여러 고을에서 목민관을 역임했다.
이어 1744년∼1746년 하동도호부사로 재임하면서 고을의 읍기를 오늘날의 읍내 두곡리 고서마을에서 읍내 서동으로 옮겨 선정을 펼쳤으며, 애민(愛民)의 표징으로 읍기의 서편 해량촌 큰 바위에 ‘관방’, 동편 연화동에 ‘보장’이라는 글자를 새겨 각오를 다졌다.

## 참고 자료
- 하동송림 - 국가유산청 국가유산포털